# Красногорье (Залегощенский район)
Красного́рье — деревня в Залегощенском районе Орловской области России. Входит в состав Верхнескворченского сельского поселения.

## География
Деревня находится в центральной части Орловской области, в лесостепной зоне, в пределах центральной части Среднерусской возвышенности, на левом берегу реки Озёрка, на расстоянии примерно 14 км (по прямой) к юго-западу от посёлка городского типа Залегощь, административного центра района. Абсолютная высота — 193 м над уровнем моря.
Часовой пояс
Деревня Красногорье, как и вся Орловская область, находится в часовой зоне МСК (московское время). Смещение применяемого времени относительно UTC составляет +3:00.

## Население
| 2010 |
| ---- |
| 0    |

Национальный состав
Согласно результатам переписи 2002 года, в национальной структуре населения русские составляли 100 % из 6 чел.